# Kronika Dzierzwy
Kronika Dzierzwy (Kronika Mierzwy, Kronika franciszkańska) – kronika historii Polski spisana po łacinie w początkach XIV wieku.
Zachowała się w czterech rękopisach z XV wieku oraz w jednym z XVI. Powstała najprawdopodobniej w Krakowie. Jej autorem mógł być franciszkanin związany z dworem Władysława Łokietka, opowiadający się za zjednoczeniem Polski po czasach rozbicia dzielnicowego i uzasadniający prawa Łokietka do panowania w Krakowie i całej Polsce.  
Kronika jest kompilacją wcześniejszych utworów, takich jak Kronika Polski Wincentego Kadłubka, żywoty św. Stanisława Wincentego z Kielczy, Rocznik małopolski oraz innych źródeł. Mimo tego kronika ma dość jednolitą formę. Autor przejawia dobrą znajomość Biblii, wielokrotnie się do niej odwołując, a także znajomość kanonów stylistyki retorycznej, aczkolwiek język kroniki nie ma wybitnych walorów literackich. 